# تره پیچی
تره پیچی (نام علمی: Allium spirale) نام یک گونه از سرده سیر است.